# اورشلیم (آرکانزاس)
اورشلیم (به انگلیسی: Jerusalem) یک منطقهٔ مسکونی در ایالات متحده آمریکا است که در شهرستان کانوی، آرکانزاس واقع شده‌است. اورشلیم ۲۳۱٫۹۶ متر بالاتر از سطح دریا واقع شده‌است.